# Руски свет
Руски свет (рус. русский мир; лат. Pax Rossica, Pax Russica) је културно-друштвени концепт повезан са руском културом. Руски мир или Руски свет као концепт обухвата језгро културе Русије и у интеракцији је са различитим културама Русије кроз традицију, историју и руски језик. Укључује и руску дијаспору са својим утицајем у свету. Концепт је заснован на појму „рускости“, а оба су сматрана двосмисленим. „Руски свет“ и свест о њему настајали су кроз руску историју и обликовали су је њени периоди.
У 21. веку може се рећи да доктрина важи: да овај Руски мир „има заједнички политички центар (Москва), заједнички духовни центар (Кијев као „мајка све Русије”), заједнички језик (руски), заједничка црква (Руска православна црква, Московска патријаршија) и заједнички патријарх (московски патријарх), који ради у „симфонији“ са заједничким председником/националним лидером (Владимир Путин) да управља овим руским светом, као и да подржава заједничку карактеристичну духовност, морал и културу“.

## Историја

### Пре и за време Руског царства
Једна од најранијих употреба израза „руски свет“ приписује се кијевском великом кнезу Изјаславу I у 11. веку у његовој похвали папи Клименту II.
Неки, као што је Михаил Тихомиров, тврде да Листа руских градова, блиских и далеких из 15. века представља рани пример концепта руског света.
У Руском царству идеја „руског света“ била је конзервативног националистичког типа. Вјачеслав Никонов, председник Фондације „Руски мир“, приметио је да „руски свет“ не сеже даље од саме Русије. У интервјуу из 2008. године тврдио је: „Почетком двадесетог века, руски свет се поклопио са Руским царством, његова популација је бројала 170 милиона људи. Становништво планете тада је износило милијарду, што значи да је сваки седми живео у Руској империји. Данас наша популација износи 142 милиона, док је светска популација премашила 6 милијарди. Данас у Русији живи само један од 50 људи.“

### 1990-их
Главни аутори који стоје иза васкрсавања концепта у постсовјетској Русији укључују Пјотора Шчедровицког, Јефима Островског, Валерија Тишкова, Виталија Скринник, Татјана Полоскова и Наталиа Нароцхнитскаиа. Пошто је Русија изашла из Совјетског Савеза као још увек значајно мултиетничка и мултикултурална земља, да би „руска идеја“ била уједињена, она није могла бити етноцентрична, као што је то било у доктрини православља, аутократије и националности касног руског царства.
Године 2000. Шчедровицки је представио главне идеје концепта „руског света“ у чланку „Руски свет и транснационалне руске карактеристике“, међу којима је био руски језик. Андис Кудорс из Међународног центра за научнике Вудро Вилсон, анализирајући чланак Шчедровицког, закључује да он следи идеје које је први изнео филозоф из 18. века Јохан Готфрид Хердер о утицају језика на мишљење (који је постао познат као принцип лингвистичке релативности): они који говоре руски почињу да мисле руски, а на крају и да се понашају руски.

### Путиново доба
Руски председник Владимир Путин је 2005. посетио локалитет синташтанске културе Аркаим и лично се састао са главним археологом Генадијем Ждановичем . Посета је изазвала велику пажњу руских медија. Они су Аркаим представили као „домовину већине савремених људи у Азији, а делом и Европи“. Националисти су Аркаим назвали „градом руске славе“ и „најдревнијим словенско-аријевским градом“. Зданович је наводно председнику представио Аркаим као могућу „националну идеју Русије“, нову цивилизацијску идеју коју Виктор Шнирелман назива „руском идејом“. 
На крају, идеју „руског света“ усвојила је руска администрација, а Владимир Путин је декретом 2007. године основао фондацију „Руски мир“, коју је спонзорисала влада. Један број посматрача сматра промоцију концепта „руског света“ елементом реваншистичке идеје о рестаурацији Русије или њеног утицаја назад на границе Совјетског Савеза и Руске империје.
Други посматрачи описали су концепт као инструмент за пројектовање руске меке моћи. У Украјини је промоција „руског света“ постала снажно повезана са руско-украјинским ратом . Према речима помоћника уредника Павла Тихомирова из Russkaya Linya, „руски свет“ за исполитизоване Украјинце, чији број се стално повећава, данас је „једноставно неосовјетизам маскиран новим именима“. Он је то помирио са мешањем „руског света“ и Совјетског Савеза унутар самог руског друштва. Фајненшел тајмс је описао „Руски свет“ као „Путинову креацију која спаја поштовање руске царске, православне прошлости са поштовањем према совјетском поразу фашизма у Другом светском рату. Ово је оличење у главној катедрали руских оружаних снага, 40 миља западно од Москве, отвореној 2020.“
Дана 25. децембра 2022. године, у интервјуу за националну телевизију, Путин је, очигледно први пут, отворено изјавио да је циљ Русије — не само културно, већ и територијално „да уједини руски народ“ у оквиру једне државе.
Руски свет је идеологија коју промовишу многи у руководству Руске православне цркве. Патријарх московски Кирил такође дели ову идеологију; за Руску православну цркву, Руски мир је такође „духовни концепт, подсетник да је Бог крштењем Русије посветио ове људе за задатак изградње Свете Русије“.